# شتیمپفاخ
شتیمپفاخ (به آلمانی: Stimpfach) یک شهر در آلمان است که در شوبیش هال واقع شده‌است.